# Patinatge de velocitat en pista curta als Jocs Olímpics d'hivern de 2006 - 1.500 metres masculins
Als Jocs Olímpics d'Hivern de 2006 celebrats a la ciutat de Torí (Itàlia) es disputà una prova de Patinatge de velocitat en pista curta sobre una distància de 1.500 metres en categoria masculina que formà part del programa oficial dels Jocs.
La prova es disputà el 12 de febrer de 2006 a les instal·lacions del Torino Palavela. Hi participaren un total de 28 patinadors de 16 comitès nacionals diferents.

## Resum de medalles
| Or           | Argent     | Bronze    |
| Ahn Hyun-Soo | Lee Ho-Suk | Li Jiajun |

## Resultats

### Ronda preliminar
Es classifiquen per a les semifinals els tres millors temps de cada ronda.
Ronda 1
| Pos. | Nom                | Temps    | Notes |
| ---- | ------------------ | -------- | ----- |
| 1    | Mathieu Turcotte   | 2:23.402 | Q     |
| 2    | Pieter Gysel       | 2:23.411 | Q     |
| 3    | Jon Eley           | 2:23.887 | Q     |
| 4    | Maxime Chataignier | 2:23.966 |       |
| 5    | Dariusz Kulesza    | 2:24.118 |       |

Ronda 2
| Pos. | Nom                  | Temps         | Notes |
| ---- | -------------------- | ------------- | ----- |
| 1    | Lee Ho-Suk           | 2:31.511      | Q     |
| 2    | Satoru Terao         | 2:31.903      | Q     |
| 3    | Vyacheslav Kurginyan | 2:33.802      | Q     |
|      | Wim de Deyne         | desqualificat |       |

Ronda 3
| Pos. | Nom             | Temps     | Notes |
| ---- | --------------- | --------- | ----- |
| 1    | Li Ye           | 2:27.622  | Q     |
| 2    | Cees Juffermans | 12:27.696 | Q     |
| 3    | Fabio Carta     | 2:27.799  | Q     |
| 4    | Mark McNee      | 2:29.356  |       |
| 5    | Mikhail Rajine  | 2:33.809  |       |

Ronda 4
| Pos. | Nom             | Temps    | Notes |
| ---- | --------------- | -------- | ----- |
| 1    | Ahn Hyun-Soo    | 2:29.808 | Q     |
| 2    | Nicola Rodigari | 2:29.885 | Q     |
| 3    | Peter Darazs    | 2:30.281 | Q     |
| 4    | Sebastian Praus | 2:30.292 |       |

Ronda 5
| Rank | Athlete         | Result   | Notes |
| ---- | --------------- | -------- | ----- |
| 1    | Charles Hamelin | 2:19.469 | Q     |
| 2    | Li Jiajun       | 2:19.631 | Q     |
| 3    | Alex Izykowski  | 2:19.731 | Q     |
| 4    | Tyson Heung     | 2:20.075 |       |

Ronda 6
| Pos. | Nom              | Temps         | Notes |
| ---- | ---------------- | ------------- | ----- |
| 1    | Apolo Anton Ohno | 2:23.668      | Q     |
| 2    | Niels Kerstholt  | 2:23.854      | Q     |
| 3    | Viktor Knoch     | 2:23.876      | Q     |
| 4    | Hayato Sueyoshi  | 2:25.280      |       |
|      | Matus Uzak       | desqualificat |       |

### Semifinals
Els dos millors temps de cada ronda es classifica per a la Final A, i els dos segëunts temps per a la Final B.
Semifinal 1
| Pos. | Nom                  | Temps    | Notes |
| ---- | -------------------- | -------- | ----- |
| 1    | Charles Hamelin      | 2:20.854 | QA    |
| 2    | Lee Ho-Suk           | 2:20.901 | QA    |
| 3    | Niels Kerstholt      | 2:21.748 | QB    |
| 4    | Satoru Terao         | 2:21.774 | QB    |
| 5    | Jon Eley             | 2:21.862 |       |
| 6    | Vyacheslav Kurginyan | 2:24.604 |       |

Semifinal 2
| Pos. | Nom              | Temps    | Notes |
| ---- | ---------------- | -------- | ----- |
| 1    | Ahn Hyun-Soo     | 2:17.718 | QA    |
| 2    | Li Jiajun        | 2:17.836 | QA    |
| 3    | Mathieu Turcotte | 2:18.280 | QB    |
| 4    | Peter Darazs     | 2:18.348 | QB    |
| 5    | Alex Izykowski   | 2:18.610 |       |
| 6    | Nicola Rodigari  | 2:18.615 |       |

Semifinal 3
| Pos. | Nom              | Temps         | Notes |
| ---- | ---------------- | ------------- | ----- |
| 1    | Li Ye            | 2:19.386      | QA    |
| 2    | Viktor Knoch     | 2:19.600      | QA    |
| 3    | Fabio Carta      | 2:19.724      | QB    |
| 4    | Apolo Anton Ohno | 2:20.346      | QB    |
|      | Cees Juffermans  | no finalitzà  |       |
|      | Pieter Gysel     | desqualificat |       |

### Finals
Final A
| Pos. | Nom             | Temps          |
| ---- | --------------- | -------------- |
| 1    | Ahn Hyun-Soo    | 2:25.341       |
| 2    | Lee Ho-Suk      | 2:25.600       |
| 3    | Li Jiajun       | 2:26.005       |
| 4    | Charles Hamelin | 2:26.375       |
| 5    | Viktor Knoch    | 2:26.806       |
|      | Li Ye           | desqualificat' |

Final B
| Pos. | Nom              | Temps    |
| ---- | ---------------- | -------- |
| 1    | Mathieu Turcotte | 2:25.341 |
| 2    | Fabio Carta      | 2:24.658 |
| 3    | Apolo Anton Ohno | 2:24.789 |
| 4    | Satoru Terao     | 2:24.875 |
| 5    | Niels Kerstholt  | 2:24.962 |
| 6    | Peter Darazs     | 2:24.969 |